# زاونژه
زاونژه (به لهستانی:  Załęże) یک منطقهٔ مسکونی در لهستان است که در کاتوویتس واقع شده‌است. زاونژه ۳٫۳۹ کیلومتر مربع مساحت و ۱۰٬۱۸۵ نفر جمعیت دارد.